# Gasthaus zum Adler (Ettenbeuren)

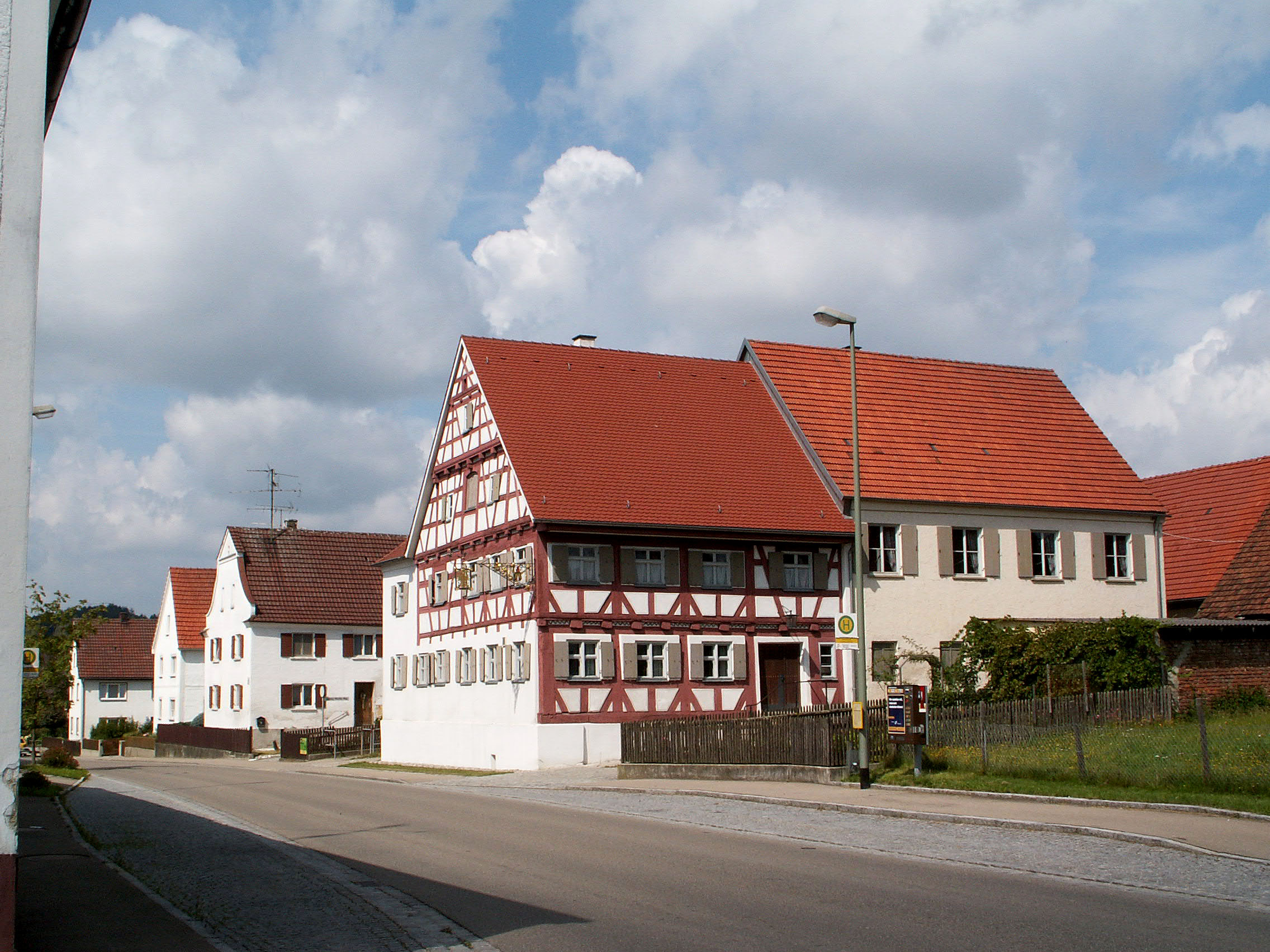
Gasthaus zum Adler in Ettenbeuren

Das Gasthaus zum Adler in Ettenbeuren, einem Gemeindeteil von Kammeltal im Landkreis Günzburg im bayerischen Regierungsbezirk Schwaben, wurde 1761  errichtet. Das ehemalige Gasthaus, das 1918 stillgelegt wurde, an der Ichenhauser Straße 10 ist ein geschütztes Baudenkmal.
Das Fachwerkhaus mit massivem Erdgeschoss besitzt einen vorkragenden Giebel und einen seitlichen Anbau mit Walmdach. Bei der Renovierung des Hauses ab 1997 wurde der Verputz entfernt und in der Gaststube die Kassettendecke und der figürlich verzierte Gusseisenofen restauriert.
Der eiserne Ausleger stammt vom Ende des 18. Jahrhunderts.